# François Folie
François Jacques Philippe Folie (1833-1905) va ser un astrònom i matemàtic belga, director del Observatori Reial de Bèlgica.

## Vida i Obra
Fill d'un militar, Folie va estudiar a la universitat de Lieja ne la qual es va doctorar en física i matemàtiques el 1855. A partir de 1857 va fer estances periòdiques al observatori astronòmic de Bonn i va estudiar astronomia amb Friedrich Argelander.
De 1872 a 1884 va ser administrador-inspector de la universitat de Lieja. El 1885 va ser nomenat director de l'Observatori Reial de Bèlgica, essent ell el responsable del projecte del nou observatori a Uccle, traslladant-se els instruments òptics el 1890-1891.
Entre 1872 i 1878 va publicar diferents obres de geometria, però a partir d'aquesta data es va dedicar bàsicament a l'astronomia, tot i que ja havia publicat alguna cosa sobre el moviment dels cossos lliures amb anterioritat. També va fer treballs notables en meteorologia i va ser el traductor i divulgador de la obra de Clausius a Bèlgica.
Va ser el pare de Franz Folie, poeta, dramaturg i historiador belga, conegut com a Franz Ansel.